# Веллин, Берта
Берта Веллин (швед. Bertha Wellin; 1870—1951) — шведский политик.

## Биография
Родилась  11 сентября 1870 года в приходе Торслунд. Была дочерью чиновника Алрика Веллина (Alrik Wellin) и его жены Дженни Мелен (Jenny Melén). 
Берта обучалась на медсестру в частной больнице Sophiahemmet в Стокгольме, после чего  работала в Стокгольмской службе помощи бедным. Она была соучредителем и членом совета директоров Шведской ассоциации медсестёр (Svensk sjuksköterskeförening, SSF) в 1910 году и её председателем в 1914–1933 годах. С 1920 года Веллин была членом совета директоров в Комитете медсестер стран Северной Европы. С 1911 года являлась редактором журнала «Svensk sjukskötersketidning».

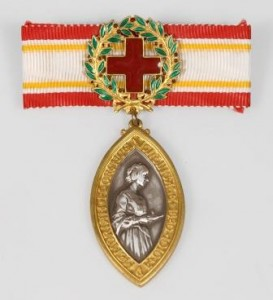
Медаль Флоренс Найтингейл

Берта Веллин была членом нескольких больничных советов Стокгольма. В 1912 году она была избрана членом стокгольмского городского Совета по праву и стала членом Совета по здравоохранению в 1919 году. В 1921 году она стала одной из пяти первых женщин, избранных в парламент Швеции после того, как женщины получили избирательное право. В их числе были: Нелли Тюринг, Элизабет Тамм и Агда Эстлунд — в нижней палате, а также Керстин Хессельгрен — в верхней палате. Проработала в парламенте до 1935 года, занималась в нём прежде всего вопросами, касающимися сестринской профессии.
В 1935 году она была награждена высшей наградой Красного Креста для медсестер — медалью Флоренс Найтингейл.
Умерла 27 июля 1951 года в Стокгольме. Была похоронена на Северном кладбище (Норра бегравнингсплатсен) города.